# Liste des subdivisions administratives du Jilin

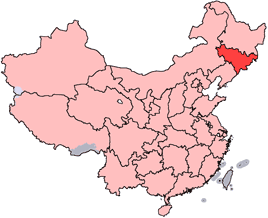
Le Jilin

La structure administrative du Jilin, province de la république populaire de Chine, est constituée des trois niveaux suivants :
- 9 subdivisions de niveau préfecture
  - 8 villes-préfectures
  - 1 préfecture autonome
- 60 subdivisions de niveau district
  - 20 villes-districts
  - 17 xian
  - 3 xian autonome
  - 20 districts
- 1532 subdivisions de niveau canton
  - 456 bourgs
  - 287 cantons
  - 28 cantons ethniques
  - 240 sous-districts

La table ci-dessous donne uniquement la liste des divisions de niveau préfecture et de niveau district.
| Niveau préfecture                                                                     | Niveau district                     | Niveau district         | Niveau district                    |
| Niveau préfecture                                                                     | Nom                                 | Chinois (simplifié)     | Pinyin                             |
| ------------------------------------------------------------------------------------- | ----------------------------------- | ----------------------- | ---------------------------------- |
| Ville de Changchun 长春市 Chángchūn Shì                                               | District de Chaoyang                | 朝阳区                  | Cháoyáng Qū                        |
| Ville de Changchun 长春市 Chángchūn Shì                                               | District de Kuancheng               | 宽城区                  | Kuānchéng Qū                       |
| Ville de Changchun 长春市 Chángchūn Shì                                               | District d'Erdao                    | 二道区                  | Èrdào Qū                           |
| Ville de Changchun 长春市 Chángchūn Shì                                               | District de Nanguan                 | 南关区                  | Nánguān Qū                         |
| Ville de Changchun 长春市 Chángchūn Shì                                               | District de Luyuan                  | 绿园区                  | Lǜyuán Qū                          |
| Ville de Changchun 长春市 Chángchūn Shì                                               | District de Shuangyang              | 双阳区                  | Shuāngyáng Qū                      |
| Ville de Changchun 长春市 Chángchūn Shì                                               | Ville de Jiutai                     | 九台市                  | Jiǔtái Shì                         |
| Ville de Changchun 长春市 Chángchūn Shì                                               | Ville de Yushu                      | 榆树市                  | Yúshù Shì                          |
| Ville de Changchun 长春市 Chángchūn Shì                                               | Ville de Dehui                      | 德惠市                  | Déhuì Shì                          |
| Ville de Changchun 长春市 Chángchūn Shì                                               | Xian de Nong'an                     | 农安县                  | Nóng'ān Xiàn                       |
| Ville de Jilin 吉林市 Jílín Shì                                                       | District de Chuanying               | 船营区                  | Chuányíng Qū                       |
| Ville de Jilin 吉林市 Jílín Shì                                                       | District de Changyi                 | 昌邑区                  | Chāngyì Qū                         |
| Ville de Jilin 吉林市 Jílín Shì                                                       | District de Longtan                 | 龙潭区                  | Lóngtán Qū                         |
| Ville de Jilin 吉林市 Jílín Shì                                                       | District de Fengman                 | 丰满区                  | Fēngmǎn Qū                         |
| Ville de Jilin 吉林市 Jílín Shì                                                       | Ville de Shulan                     | 舒兰市                  | Shūlán Shì                         |
| Ville de Jilin 吉林市 Jílín Shì                                                       | Ville de Huadian                    | 桦甸市                  | Huàdiàn Shì                        |
| Ville de Jilin 吉林市 Jílín Shì                                                       | Ville de Jiaohe                     | 蛟河市                  | Jiāohé Shì                         |
| Ville de Jilin 吉林市 Jílín Shì                                                       | Ville de Panshi                     | 磐石市                  | Pánshí Shì                         |
| Ville de Jilin 吉林市 Jílín Shì                                                       | Xian de Yongji                      | 永吉县                  | Yǒngjí Xiàn                        |
| Ville de Siping 四平市 Sìpíng Shì                                                     | District de Tiexi                   | 铁西区                  | Tiěxī Qū                           |
| Ville de Siping 四平市 Sìpíng Shì                                                     | District de Tiedong                 | 铁东区                  | Tiědōng Qū                         |
| Ville de Siping 四平市 Sìpíng Shì                                                     | Ville de Gongzhuling                | 公主岭市                | Gōngzhǔlǐng Shì                    |
| Ville de Siping 四平市 Sìpíng Shì                                                     | Ville de Shuangliao                 | 双辽市                  | Shuāngliáo Shì                     |
| Ville de Siping 四平市 Sìpíng Shì                                                     | Xian de Lishu                       | 梨树县                  | Líshù Xiàn                         |
| Ville de Siping 四平市 Sìpíng Shì                                                     | Xian autonome mandchou de Yitong    | 伊通满族自治县          | Yītōng mǎnzú Zìzhìxiàn             |
| Ville de Liaoyuan 辽源市 Liáoyuán Shì                                                 | District de Longshan                | 龙山区                  | Lóngshān Qū                        |
| Ville de Liaoyuan 辽源市 Liáoyuán Shì                                                 | District de Xi'an                   | 西安区                  | Xī'ān Qū                           |
| Ville de Liaoyuan 辽源市 Liáoyuán Shì                                                 | Xian de Dongliao                    | 东辽县                  | Dōngliáo Xiàn                      |
| Ville de Liaoyuan 辽源市 Liáoyuán Shì                                                 | Xian de Dongfeng                    | 东丰县                  | Dōngfēng Xiàn                      |
| Ville de Tonghua 通化市 Tōnghuà Shì                                                   | District de Dongchang               | 东昌区                  | Dōngchāng Qū                       |
| Ville de Tonghua 通化市 Tōnghuà Shì                                                   | District d'Erdaojiang               | 二道江区                | Èrdàojiāng Qū                      |
| Ville de Tonghua 通化市 Tōnghuà Shì                                                   | Ville de Meihekou                   | 梅河口市                | Méihékǒu Shì                       |
| Ville de Tonghua 通化市 Tōnghuà Shì                                                   | Ville de Ji'an                      | 集安市                  | Jí'ān Shì                          |
| Ville de Tonghua 通化市 Tōnghuà Shì                                                   | Xian de Tonghua                     | 通化县                  | Tōnghuà Xiàn                       |
| Ville de Tonghua 通化市 Tōnghuà Shì                                                   | Xian de Huinan                      | 辉南县                  | Huīnán Xiàn                        |
| Ville de Tonghua 通化市 Tōnghuà Shì                                                   | Xian de Liuhe                       | 柳河县                  | Liǔhé Xiàn                         |
| Ville de Baishan 白山市 Báishān Shì                                                   | District de Badaojiang              | 八道江区                | Bādàojiāng Qū                      |
| Ville de Baishan 白山市 Báishān Shì                                                   | District de Jiangyuan               | 江源区                  | Jiāngyuán Qū                       |
| Ville de Baishan 白山市 Báishān Shì                                                   | Ville de Linjiang                   | 临江市                  | Línjiāng Shì                       |
| Ville de Baishan 白山市 Báishān Shì                                                   | Xian de Jingyu                      | 靖宇县                  | Jìngyǔ Xiàn                        |
| Ville de Baishan 白山市 Báishān Shì                                                   | Xian de Fusong                      | 抚松县                  | Fǔsōng Xiàn                        |
| Ville de Baishan 白山市 Báishān Shì                                                   | Xian autonome coréen de Changbai    | 长白朝鲜族自治县        | Chángbái cháoxiǎnzú Zìzhìxiàn      |
| Ville de Songyuan 松原市 Sōngyuán Shì                                                 | District de Ningjiang               | 宁江区                  | Níngjiāng Qū                       |
| Ville de Songyuan 松原市 Sōngyuán Shì                                                 | Xian de Qian'an                     | 乾安县                  | Qián'ān Xiàn                       |
| Ville de Songyuan 松原市 Sōngyuán Shì                                                 | Xian de Changling                   | 长岭县                  | Chánglǐng Xiàn                     |
| Ville de Songyuan 松原市 Sōngyuán Shì                                                 | Xian de Fuyu                        | 扶余县                  | Fúyú Xiàn                          |
| Ville de Songyuan 松原市 Sōngyuán Shì                                                 | Xian autonome mongol de Qian Gorlos | 前郭尔罗斯 蒙古族自治县 | Qiánguō'ěrluósī měnggǔzú Zìzhìxiàn |
| Ville de Baicheng 白城市 Báichéng Shì                                                 | District de Taobei                  | 洮北区                  | Táoběi Qū                          |
| Ville de Baicheng 白城市 Báichéng Shì                                                 | Ville de Da'an                      | 大安市                  | Dà'ān Shì                          |
| Ville de Baicheng 白城市 Báichéng Shì                                                 | Ville de Taonan                     | 洮南市                  | Táonán Shì                         |
| Ville de Baicheng 白城市 Báichéng Shì                                                 | Xian de Zhenlai                     | 镇赉县                  | Zhènlài Xiàn                       |
| Ville de Baicheng 白城市 Báichéng Shì                                                 | Xian de Tongyu                      | 通榆县                  | Tōngyú Xiàn                        |
| Préfecture autonome coréenne de Yanbian 延边朝鲜族自治州 Yánbiān cháoxiǎnzú Zìzhìzhōu | Ville de Yanji                      | 延吉市                  | Yánjí Shì                          |
| Préfecture autonome coréenne de Yanbian 延边朝鲜族自治州 Yánbiān cháoxiǎnzú Zìzhìzhōu | Ville de Tumen                      | 图们市                  | Túmén Shì                          |
| Préfecture autonome coréenne de Yanbian 延边朝鲜族自治州 Yánbiān cháoxiǎnzú Zìzhìzhōu | Ville de Dunhua                     | 敦化市                  | Dūnhuà Shì                         |
| Préfecture autonome coréenne de Yanbian 延边朝鲜族自治州 Yánbiān cháoxiǎnzú Zìzhìzhōu | Ville de Longjing                   | 龙井市                  | Lóngjǐng Shì                       |
| Préfecture autonome coréenne de Yanbian 延边朝鲜族自治州 Yánbiān cháoxiǎnzú Zìzhìzhōu | Ville de Hunchun                    | 珲春市                  | Húnchūn Shì                        |
| Préfecture autonome coréenne de Yanbian 延边朝鲜族自治州 Yánbiān cháoxiǎnzú Zìzhìzhōu | Ville de Helong                     | 和龙市                  | Hélóng Shì                         |
| Préfecture autonome coréenne de Yanbian 延边朝鲜族自治州 Yánbiān cháoxiǎnzú Zìzhìzhōu | Xian d'Antu                         | 安图县                  | Āntú Xiàn                          |
| Préfecture autonome coréenne de Yanbian 延边朝鲜族自治州 Yánbiān cháoxiǎnzú Zìzhìzhōu | Xian de Wangqing                    | 汪清县                  | Wāngqīng Xiàn                      |